# Izu (schiereiland)

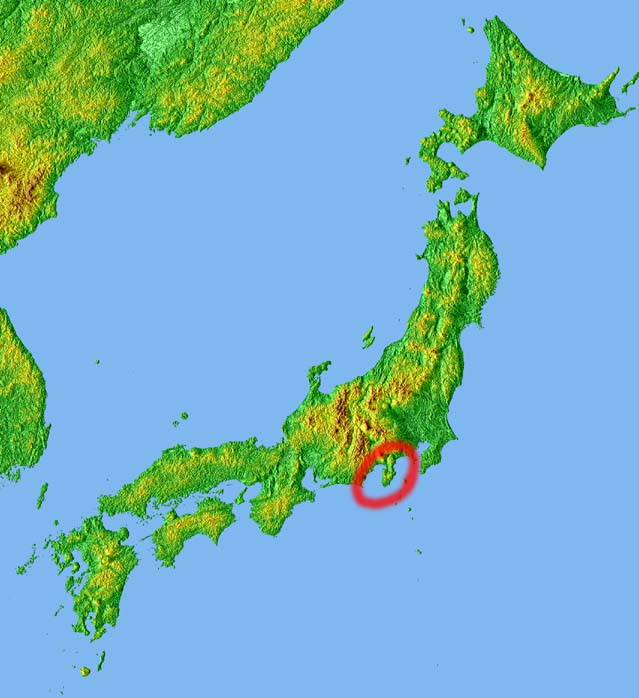
Locatie

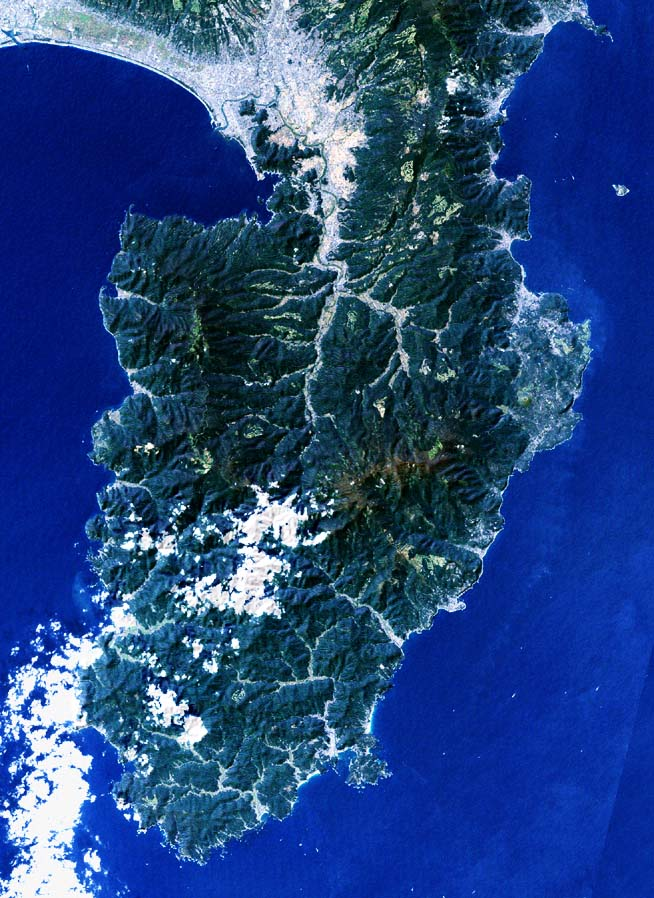
Ruimtefoto

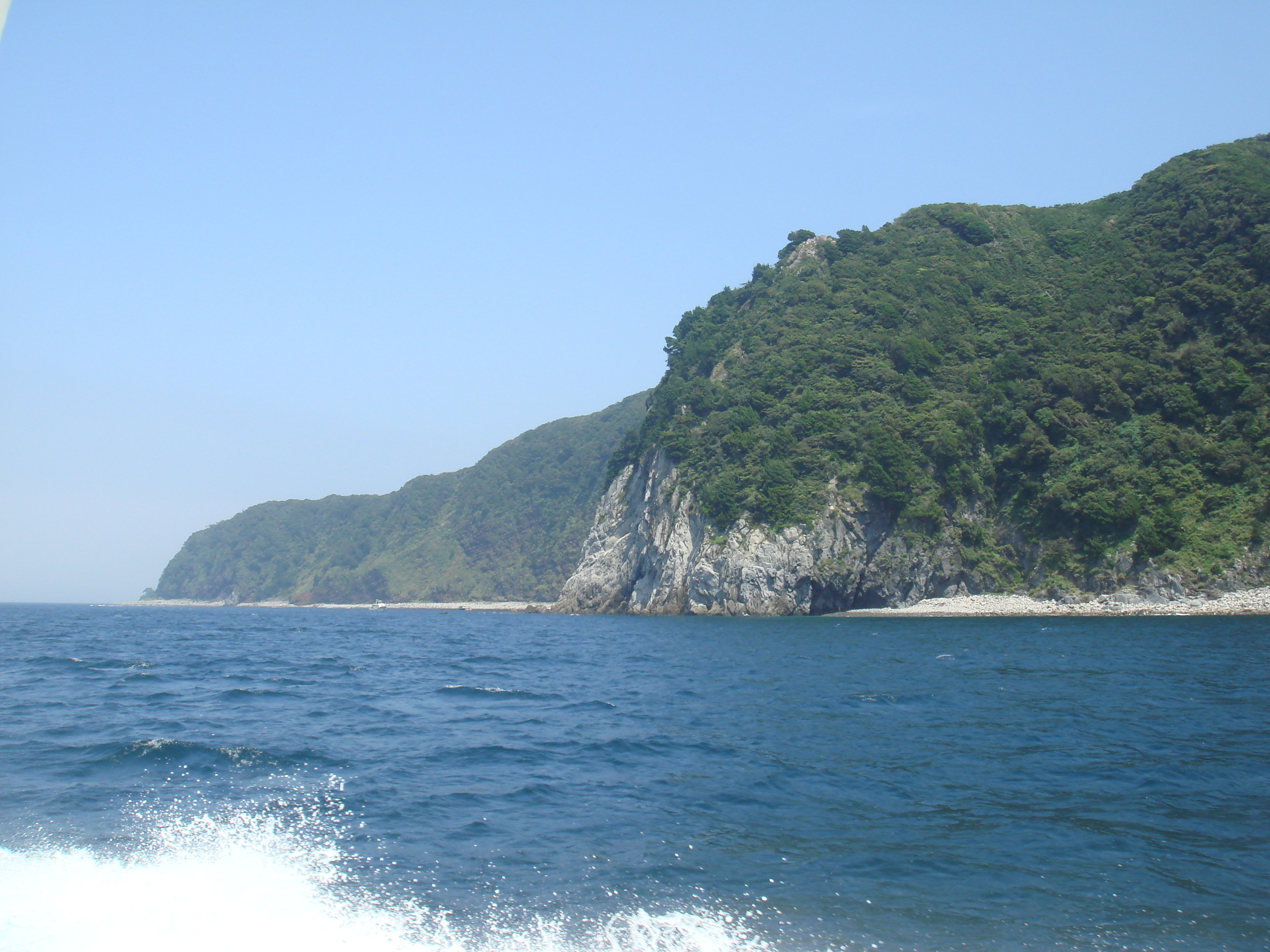
Westkust van Izu

Izu (伊豆半島, Izu-hantō) is een groot, bergachtig schiereiland gelegen in Japan, ten westen van Tokio aan de kust van de Grote Oceaan. Het schiereiland was voorheen een provincie, maar maakt nu deel uit van de prefectuur Shizuoka. Het schiereiland heeft een oppervlakte van 1421,24 vierkante kilometer, en ongeveer 473.942 inwoners.

## Geologie
Tektonisch gezien is Izu ontstaan door een botsing van de Filipijnse Plaat met de Okhotsk Plaat bij de Nankaitrog. De Filipijnse Plaat, Amuriaanse Plaat en Okhotsk Plaat ontmoeten elkaar bij de vulkaan Fuji.
Het zuidelijke deel van het schiereiland bestaat grotendeels uit breccie. Het midden en noorden van Izu bestaan uit een groot aantal vulkanen. Het midden van het schiereiland wordt bedekt door de Amagi-bergketen, met de Amagi en Atami in het oosten en de Daruma in het westen. De belangrijkste rivier van het schiereiland is de Kano.
Als gevolg van de geologische ligging, heeft het schiereiland relatief vaak last van aardbevingen. Op Izu zijn tevens warmwaterbronnen.

## Steden en gemeenten
- Atami
- Itō
- Izu
- Izunokuni
- Mishima
- Shimoda
- District Kamo - Higashiizu
- District Kamo - Kawazu
- District Kamo - Matsuzaki
- District Kamo - Minamiizu
- District Kamo - Nishiizu

## Economie
Izu is een populaire toeristische attractie, met name de onsen. Verder zijn surfen, golfen en tochtjes op de motorfiets er populair onder toeristen.
Het schiereiland maakt deel uit van het Nationaal park Fuji-Hakone-Izu. Izu is verder een van de grootste producenten van wasabi in Japan.